# ADN girasa
La ADN girasa es una de las topoisomerasas de ADN que actúa durante la replicación del ADN para reducir la tensión molecular causada por el superenrollamiento. La ADN girasa produce cortes de doble cadena y después son unidos por las ligasa. Actúa como una molécula altamente peligrosa.
La ADN girasa, como topoisomerasa, tiene una función muy importante en la modulación del estado topológico del ADN, pues regula su estructura superhelicoidal. A diferencia de la ADN girasa, la topoisomerasa 1 corta solo una de las dos cadenas de la doble hélice del ADN; y actúa en la transcripción del ADN. Mientras, la ADN girasa (o topoisomerasa 2) corta ambas cadenas del ADN para aliviar el superenrollamiento, y actúa durante la replicación del ADN.
Las moléculas de la ADN girasa se desplazan a lo largo del ADN por delante de la horquilla de replicación y eliminan los superenrollamientos positivos. La ADN girasa realiza esta tarea al cortar las dos cadenas del ADN dúplex; un segmento del ADN pasa a través de la rotura de la doble cadena hacia el otro lado y entonces se ligan los cortes de nuevo, un proceso que se lleva a cabo por liberación de energía durante la hidrólisis de ATP (trifosfato de adenosina).